# Kroktjärnen (Hotagens socken, Jämtland, 710103-141464)
Kroktjärnen är en sjö i Krokoms kommun i Jämtland och ingår i Indalsälvens huvudavrinningsområde. Sjön har en area på 0,0786 kvadratkilometer och ligger 518,2 meter över havet.

## Delavrinningsområde
Kroktjärnen ingår i det delavrinningsområde (710156-141427) som SMHI kallar för Inloppet i Lilltjärn. Medelhöjden är 480 meter över havet och ytan är 2,8 kvadratkilometer. Det finns inga avrinningsområden uppströms utan avrinningsområdet är högsta punkten. Vattendraget som avvattnar avrinningsområdet har biflödesordning 5, vilket innebär att vattnet flödar genom totalt 5 vattendrag innan det når havet efter 313 kilometer. Avrinningsområdet består mestadels av skog (96 procent). Avrinningsområdet har 0,08 kvadratkilometer vattenytor vilket ger det en sjöprocent på 2,9 procent.